# Джаббаров Мікаїл Чингіз огли
Мікаїл Чингіз огли Джаббаров (азерб. Mikayıl Cabbarov Çingiz oğlu; нар. 19 вересня 1976 року, Баку) — міністр економіки Азербайджанської Республіки (від 23 жовтня 2019 року), міністр податків Азербайджанської Республіки (2017—2019), державний податковий радник II ступеня, міністр освіти Азербайджанської Республіки (від 19 квітня 2013 року), Голова Управління Державного історико-архітектурного заповідника «Ічері-шехер» при Кабінеті міністрів Азербайджанської Республіки (2009—2013), заступник міністра економічного розвитку Азербайджанської Республіки (2004—2009). Президент Федерації бадмінтону Азербайджану (від 2015 року). Президент Федерації фехтування Азербайджану (від 2017 року), голова Координаційної ради керівників податкових служб держав — учасників СНД.

## Життєпис
Мікаїл Джаббаров народився 19 вересня 1976 року в Баку.

### Освіта
1992—1997 рр. — Закінчив з відзнакою факультет міжнародного права Бакинського державного університету.
1997—1998 рр. — здобув ступінь магістра в Юридичній школі Макджорджа Тихоокеанського університету, місто Сакраменто, Каліфорнія, США.
2004 рік — здобув ступінь магістра економіки в Азербайджанському державному економічному університеті.

## Трудова діяльність
1995 рік — почав працювати в банківському секторі.
1999—2002 рр. — юрист у приватному секторі.
Від 1999 року є членом Колегії адвокатів штату Нью-Йорк, США.
2002—2003 рр. — радник міністра Міністерства економічного розвитку.
2003—2004 рр. — Президент Азербайджанського фонду заохочення експорту та інвестицій (AZPROMO).
20 лютого 2004 року розпорядженням президента Азербайджанської Республіки призначений заступником міністра економічного розвитку. Займався координацією співпраці з фінансовими організаціями, міжнародними економічними зв'язками, зовнішньою інвестиційню політикою, корпоративним управлінням, юридичними питаннями міжнародного арбітражу тощо.
6 березня 2009 року розпорядженням президента Азербайджанської Республіки призначений головою правління Державного історико-архітектурного заповідника «Ічерішехер» при Кабінеті міністрів Азербайджанської Республіки.
19 квітня 2013 року розпорядженням Президента Азербайджанської Республіки призначений міністром освіти Азербайджанської Республіки.
16 червня 2017 року розпорядженням Президента Азербайджанської Республіки призначений співголовою спільних комісій між урядом Азербайджанської Республіки і урядом Держави Ізраїль.
5 грудня 2017 року розпорядженням Президента Азербайджанської Республіки призначений міністром податків Азербайджанської Республіки.
17 березня 2018 року розпорядженням Президента Азербайджанської Республіки призначений співголовою Міжурядової комісії з двостороннього співробітництва між урядом Азербайджанської Республіки і урядом Литовської Республіки.
17 березня 2018 — 2 березня 2020 — за розпорядженням президента Азербайджанської Республіки був співголовою спільної комісії між урядами Хорватії та Азербайджану.
10 жовтня 2018 розпорядженням президента Азербайджанської Республіки присвоєно спеціальне звання державного радника податкової служби 3-го класу.
9 лютого 2019 року розпорядженням президента Азербайджанської Республіки присвоєно вище спеціальне звання державного радника податкової служби 2-го класу.
23 жовтня 2019 року розпорядженням президента Азербайджанської Республіки призначений міністром економіки Азербайджанської Республіки.
Від 20 листопада 2019 року — голова Координаційної ради керівників податкових служб держав — учасників СНД.
4 грудня 2019 року розпорядженням президента Азербайджанської Республіки призначений співголовою спільних комісій між урядом Азербайджанської Республіки та Об'єднаних Арабських Еміратів.
2 березня 2020 року розпорядженням президента Азербайджанської Республіки призначений співголовою Спільної комісії з торговельно-економічного співробітництва між урядом Азербайджанської Республіки та федеральною радою Швейцарії.
2 березня 2020 року розпорядженням президента Азербайджанської Республіки призначений заступником голови спільної міжурядової комісії з економічного співробітництва між Азербайджанською Республікою і Грузією.

## Громадська діяльність
1994—1997 рр. — президент клубу інтелектуальних ігор «Атешгях».
1996—1997 рр. — заступник голови Форуму молодіжних організацій Азербайджану.
1996—1997 рр. — абсолютний чемпіон СНД з гри «Брейн-ринг».
1997 рік — перший азербайджанський учасник телевізійних ігор «Що? Де? Коли?», що проводяться в Москві. Неодноразовий учасник бакинського телевізійного клубу, переможець Ігор п'ятиріччя.
2002 рік — чемпіон світу з гри «Брейн-ринг» і чемпіон Азербайджану з гри «Що? Де? Коли?».
Від 2009 року — почесний громадянин міста Тбілісі, Грузія..
2015 рік — обраний президентом Федерації бадмінтону Азербайджану.
2017 рік — обраний Президентом Федерації фехтування Азербайджану..

## Управління Державного історико-архітектурного заповідника «Ічерішехер»
22 червня 2009 року згідно з рішенням 33-ї сесії Міжурядового комітету з охорони всесвітньої культурної та природної спадщини, комплекс «Ічерішехер» виключений зі списку пам'яток ЮНЕСКО, що перебувають під загрозою.
10 лютого 2010 року Указом Президента Азербайджанської Республіки Державний історико-архітектурний заповідник-музей «Комплекс Палацу Ширваншахів» включений до структури Управління.
8 листопада 2010 року рішенням Кабінету міністрів Азербайджанської Республіки затверджено «Розширений генеральний план консервації історичного центру Баку».
В 2010—2012 роках проведено роботу з відновлення нерухомих пам'яток історії та культури державного та світового значення:
- виконано роботи з відновлення-консервації пам'ятки середньовіччя — Малого Караван-сараю;
- повністю відновлено мечеть «Мухаммед», яка є архітектурною пам'яткою світового значення;
- проведено роботи з ремонту-відновлення на «Ринковій площі» (релігійно-архітектурний комплекс «Сиратагли»);
- відновлена значну частину фортечної стіни, покращено прилеглу територію. Визначено розташування і повністю відреставровано 15-ту башту, зруйновану на початку ХХ століття.

19 серпня 2011 року рішенням Кабінету міністрів Азербайджанської Республіки Театр маріонеток передано в підпорядкування Управління.
22 грудня 2011 року указом президента Азербайджанської Республіки Державний історико-етнографічний заповідник «Гала» включено до структури Управління:
- рішенням Кабінету міністрів Азербайджанської Республіки затверджено межі Заповідника;
- покращено інфраструктуру на території Заповідника, вжито заходи для підвищення рівня надання туристам послуг.

2012 року в рамках співпраці зі Школою традиційних мистецтв принца Уельського (Велика Британія) створено Центр традиційного мистецтва «Ічерішехер».
2012 року на Дівочій вежі, включеній до Списку культурної спадщини UNESCO, продовжено реставраційні та науково-дослідні роботи. Законсервовано 75 відсотків фасадної частини пам'ятника.
2012 року указом президента Азербайджанської Республіки створено будинок-музей всесвітньо відомого художника Таїра Салахова.
2009—2013 рр. — створення інфраструктури сприяло збільшенню потоку місцевих та іноземних туристів на територію Заповідника і перетворенню «Ічерішехер» на туристичний центр.

## Діяльність у Міністерстві освіти

### Дошкільна та загальна освіта
Протягом 2013—2017 років на міжнародних олімпіадах азербайджанські школярі здобули 109 медалей, з них 3 золотих, 21 срібну та 85 бронзових.
Протягом 2013—2017 повністю автоматизовано набір до першого класу шкіл міста Баку.
2014 року з метою відповідної просвіти, розвитку, захисту здоров'я дітей шкільного віку та виконання інших важливих завдань дано старт проєкту «Здорова освіта — здорова нація».
Протягом 2014—2017 років до 140.000 вчителів загальноосвітніх шкіл країни пройшли діагностичне оцінювання.
2015 року прийнято нові правила, що забезпечують прозорість проведення Республіканських предметних олімпіад.
2016 року результати міжнародної оцінки PIRLS піднялися з 462 до 472, кількість учнів у категоріях результатів «Відмінний» і «Високий» зросла в 2 рази.
2016 року з метою оптимізації організації навчального процесу та забезпечення прямої участі батьків у житті загальноосвітніх установ, Міністерством освіти і Державним агентством з надання послуг громадянам та соціальних інновацій при президентові Азербайджанської Республіки розпочато пілотний проєкт «Друг школяра».
В 2016—2017 роках розширено будівництво шкіл модульного типу. 2017 року в 40 районах країни для 5000 учнів побудовано 100 шкіл модульного типу.
В 2016—2017 роках у групах дошкільної підготовки загальноосвітніх закладів розпочато державне фінансування навчання дітей, які досягли п'ятирічного віку.

### Професійна освіта
20 квітня 2016 року указом президента Азербайджанської Республіки при Міністерстві освіти створено Державне агентство професійної освіти.
2016 року на базі 9-го Бакинського професійного ліцею створено STEP IT Академію.
2017 року розпочато реалізацію «Стратегічної дорожної карти Азербайджанської Республіки з розвитку професійної освіти і навчання».
16 жовтня 2017 року здано в експлуатацію нове приміщення Габалінського Державного центру професійної освіти.

### Вища освіта
2014 року з ініціативи президентів Азербайджану і Франції створено університет UFAZ-Франція-Азербайджан.
2014—2015 роки — в 7 вищих навчальних закладах за 34 спеціальностями створено групи SABAH[прояснити].
14 грудня 2015 року проведено I Форум студентів-волонтерів Азербайджану.
22 грудня 2015 року підписано угоду про співпрацю між Міністерством освіти і відділом Наукових досліджень та інтелектуальної власності компанії «Thomson Reuters». 40 азербайджанських організацій системи вищої освіти отримали повний доступ до всесвітньо популярної платформи індексу наукового цитування «Thomson Reuters Web of Science®» («Science Citation Index Expanded®» (база даних природничих наук), «Social Sciences Citation Index®» (база даних суспільних наук), «Arts and Humanities Citation Index®» (база даних мистецтвознавства і гуманітарних наук), «Conference Proceedings Citation Index®» (база даних за матеріалами конференцій, конвенцій, симпозіумів, колоквіумів та «круглих столів»)), а також до основного продукту компанії, бази «Thomson Reuters InCites™».
2015 року за ініціативою міністерства освіти державні заклади вищої освіти Азербайджанської Республіки заснували Фонд кредитування студентів «Мааріфчі». Метою фонду є створення рівних умов для здобуття вищої освіти шляхом видачі кредитів на здобуття вищої освіти студентам з малозабезпечених сімей.
2015 року відкрилася бакинська філія Першого Московського Державного медичного університету ім. В. М. Сєченова.
2016 року для спрощення та забезпечення прозорості процесу переведення студентів між зарубіжними та вітчизняними вищими навчальними закладами, а також з одного факультету на інший, введено в експлуатацію спеціальну електронну систему (https://transfer.edu.az/ [Архівовано 14 вересня 2020 у Wayback Machine.]).
2016 року в університеті «ADA», завдяки фінансовій підтримці British Petroleum, відкрито Центр наукових досліджень та навчання «Big Data».
2017 року проведено церемонію першого випуску студентів груп SABAH.

## Діяльність у Міністерстві податків
13 лютого 2018 року в Баку проведено конференцію на тему «Податки. Прозорість. Розвиток».
17 квітня 2018 року стартував твіннінг-проєкт під назвою «Підтримка міністерства податків під час визначення трансферних цін і розробки зустрічних заходів проти ухилення від податків».
2 травня 2018 року при Міністерстві податків створено Департамент контролю над експортно-імпортними операціями.
29 червня 2018 з метою підвищення ефективності управління, збільшення контролю за податковими надходженнями і діяльністю податкових органів проведено структурні зміни в Міністерстві податків.
2018 року в податковій системі здійснено комплексні заходи щодо реорганізації принципів управління, вдосконалення податкового адміністрування, забезпечення прозорості, підвищення взаємної довіри між платниками податків і податковими органами.
20 грудня 2018 року президентом Азербайджанської Республіки підписано закон «Про внесення змін до Податкового кодексу Азербайджанської Республіки».
Від 1 січня 2019 року набули чинності зміни до Податкового кодексу, що охоплюють 5 основних напрямків (підтримка підприємництва, зниження масштабів тіньової економіки та ухилення від податків, розширення бази оподаткування, вдосконалення податкового адміністрування, підвищення ефективності податкових пільг).
Від 1 січня 2019 року запроваджено державну реєстрацію юридичних осіб, яка здійснюється однією процедурою протягом 20 хвилин.
23 лютого 2019 року введено нову електронну послугу для отримання інформації про тимчасове обмеження права громадян на виїзд із країни.
4 березня 2019 року відбулася презентація щодо інформування представників дипломатичного корпусу про реформи податкової системи і зміни податкового законодавства.
3 травня 2019 року в Азербайджані почав функціювати інститут податкового омбудсмена.
2019 року в Азербайджані почалося впровадження онлайн контрольно-касових апаратів нового покоління.
За 5 місяців 2019 року у сфері виробництва та декларування доходів акцизної продукції спостерігалося підвищення прозорості.
19 липня 2019 року розпочато пілотний проєкт у сфері підвищення достовірності та прозорості обліку в сільському господарстві.
2019 року в питомій вазі товарообігу, оформленого за електронними рахунками-фактурами, за перші 5 місяців 2019 року порівняно з відповідним періодом минулого року спостеріглося значне зростання.
24 липня 2019 року розпорядженням президента Азербайджанської республіки затверджено структуру Міністерства податків.
У січні-червні 2019 року досягнуто позитивних результатів у сфері податкових надходжень, прозорості та легалізації ринку праці.
25 грудня 2019 року президент Азербайджанської Республіки підписав закон «Про внесення змін до Податкового кодексу Азербайджанської Республіки».

## Діяльність у міністерстві економіки
20 листопада 2019 року міністра економіки Азербайджану Мікаїла Джаббарова обрали головою Координаційної ради керівників податкових служб держав — учасників СНД.
6 грудня 2019 року в Баку відбулася міжнародна конференція, присвячена 20-річчю підписання «Основної багатосторонньої угоди про міжнародний транспорт щодо розвитку коридору Європа-Кавказ-Азія».
6 грудня 2019 року Азербайджанська Республіка офіційно прийняла головування в Міжурядовій комісії ТРАСЕКА.
9 грудня 2019 року в Піраллахі відкрилося підприємство з виробництва ліків.
9 грудня 2019 року в Гаджігабульському промисловому парку закладено фундамент нового заводу.
9 грудня 2019 року Азербайджан та Росія підписали протокол про наміри.
10 грудня 2019 року в Азербайджані пройшов I Форум молодих підприємців.
17 грудня 2019 року в Баку відкрився Торговий дім України.
3 лютого 2020 року відбулася конференція, присвячена підсумкам першого року виконання «Державної програми соціально-економічного розвитку регіонів Азербайджанської Республіки в 2019—2023 роках».
7 лютого 2020 року Агентство з розвитку малого та середнього бізнесу (МСБ) в Азербайджані ввело в експлуатацію перший Будинок МСБ в Хачмазі.
4 квітня 2020 року прем'єр-міністр Азербайджану підписав розпорядження про затвердження "Плану заходів щодо виконання пункту 10.2 Розпорядження Президента Азербайджанської Республіки від 19 березня 2020 року про низку заходів щодо зниження негативного впливу пандемії коронавіруса (COVID-19) і, як наслідок, різких коливань світових енергетичних і фондових ринків для економіки Азербайджанської Республіки, макроекономічної стабільності, зайнятості і підприємництва.
6 квітня 2020 року в Сумгаїтському хіміко-промисловому парку відкрилося підприємство з виробництва медичних масок, створене ТОВ «Бакинська текстильна фабрика».

## Критика
Системні антикорупційні заходи, вжиті міністерством освіти в 2013—2017 роках, не були оцінені експертною спільнотою, як достатні. Деякі експерти вимагали прийняття радикальніших заходів, проте реальних пропозицій не надходило.
2016 року було критично зустрінуте твердження, що «в новій системі освіти неправильно оцінювати знання учнів за допомогою тестів»[джерело?]. Суспільство сприйняло це твердження як скасування тестових іспитів. Однак у твердженні йшлося про те, що з прийняттям нових стандартів освіти виникне необхідність у нових інструментах оцінки знань. Через деякий час Державний екзаменаційний центр виступив зі схожою заявою, пояснивши, що зміни не передбачають скасування тестового підходу.